# Port Lockroy
Port Lockroy (Base A) – historyczna stacja polarna położona na Goudier Island w Archipelagu Palmera, należąca do Wielkiej Brytanii. Obecnie pełni rolę muzeum.

## Położenie i warunki

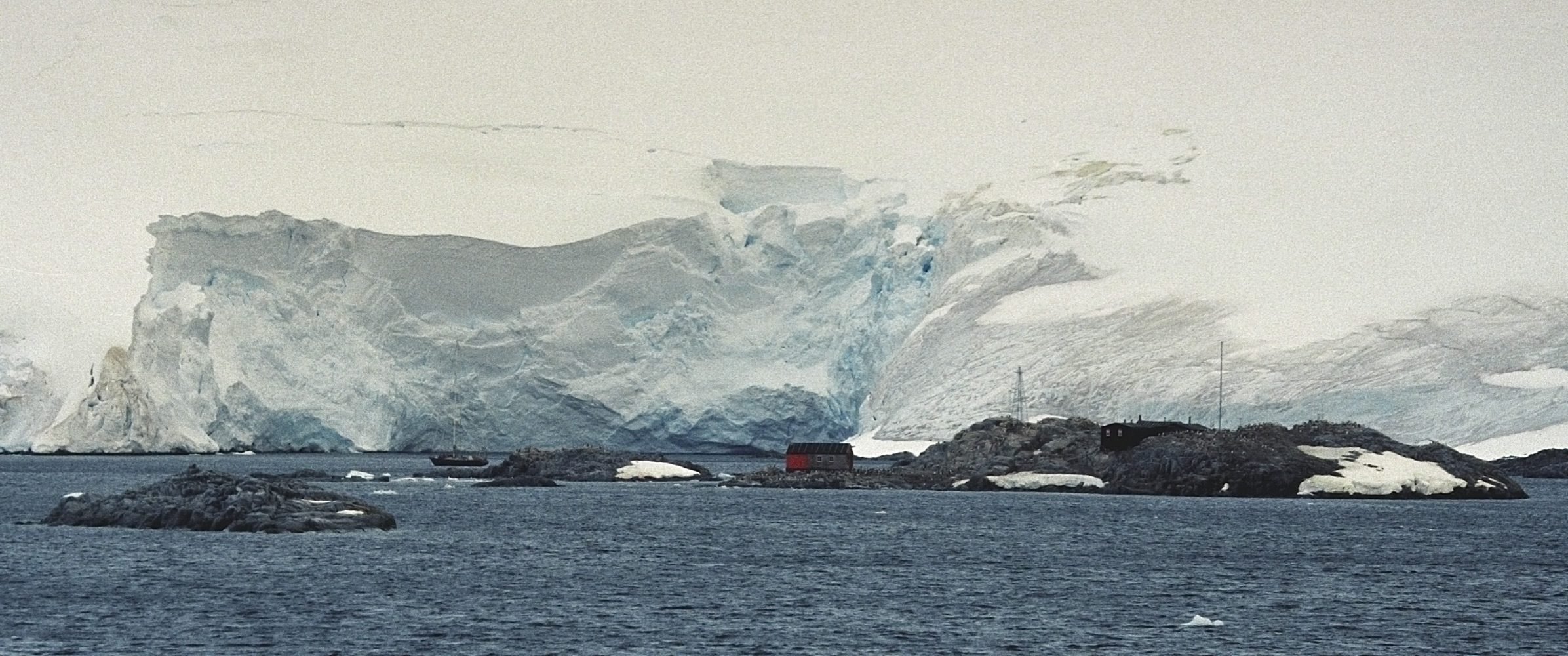
Goudier Island w 2000 roku

Brytyjska baza A została założona na wysepce Goudier Island, leżącej w zatoce Port Lockroy po zachodniej stronie wyspy Wiencke Island. Zatokę tę odkrył Jean-Baptiste Charcot podczas wyprawy w latach 1903–1905 i nazwał ku czci Édouarda Lockroya, francuskiego polityka, który pomógł w dofinansowaniu wyprawy. W latach 1911–1931 ten naturalny port służył wielorybnikom. Wyspę otacza górzyste wybrzeże zatoki; na wyspie gnieżdżą się pingwiny białobrewe.

## Historia

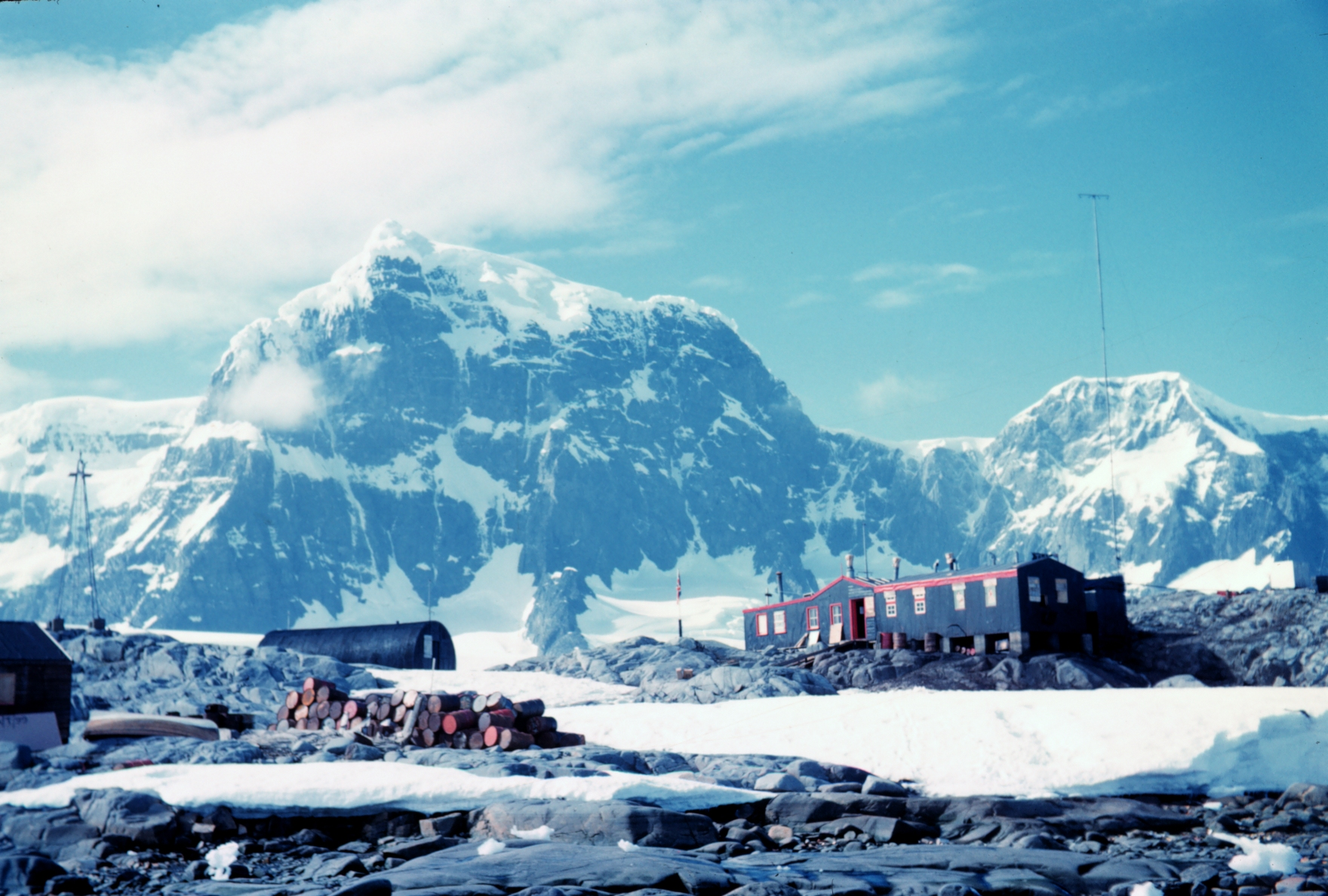
Opuszczone budynki stacji w 1962 roku

Stacja funkcjonowała początkowo w okresie od 11 lutego 1944 do 8 kwietnia 1947 roku, w ramach Operacji Tabarin. Miała ona umocnić brytyjską obecność w Antarktyce, była związana z działaniami II wojny światowej; w jej ramach monitorowano aktywność Państw Osi w wodach wokół Półwyspu Antarktycznego. Port Lockroy jest jedyną zachowaną bazą z tego okresu. Główny budynek został nazwany Bransfield House, od okrętu, którym przybyli uczestnicy operacji, nazwanego z kolei na cześć Edwarda Bransfielda, jednego z odkrywców Antarktydy. Stacja po wojnie została przekazana pod zarząd British Antarctic Survey. Była czynna od 23 stycznia 1948 do 14 lutego 1949, od 24 stycznia 1950 do 11 lutego 1951 i od 15 grudnia 1951 do 16 stycznia 1962 roku, kiedy to została opuszczona. Już po opuszczeniu stacji, w 1985 roku wyspę zasiedliła kolonia pingwinów białobrewych. Budynek stacji został odnowiony w okresie od stycznia do marca 1996 roku i obecnie jest czynny co roku w antarktycznym lecie. W 1995 roku stacja została wpisana na listę Historycznych Miejsc i Pomników Antarktyki (nr 61).

## Działalność
Stacja Port Lockroy początkowo służyła działaniom rozpoznawczym i pracom z zakresu geologii, meteorologii i botaniki. Od 1950 roku badania skupiały się na fizyce jonosfery. Prowadzono w niej pierwsze badania tego typu w Antarktyce, m.in. rejestrując emisje radiowe. Obecnie stacja jest otwarta jako muzeum dla turystów. Z działań naukowych prowadzone są w niej obserwacje wpływu ruchu turystycznego na lokalną kolonię pingwinów białobrewych; jak dotąd nie stwierdzono negatywnych skutków. W przybudówce z 1958 roku, dawniej mieszczącej generator, obecnie funkcjonuje sklep z pamiątkami i urząd pocztowy. Port Lockroy jest jednym z miejsc w Antarktyce najczęściej odwiedzanych przez turystów.